# Richard Murphy (evezős)
Richard Frederick Murphy (1931. november 14. – 2023. augusztus 8.) olimpiai bajnok amerikai evezős.

## Pályafutása
Tagja volt az annapolisi Tengerészeti Akadémia csapatának, amely megnyerte a selejtező versenyeket az olimpiai induláshoz. Az 1952-es helsinki olimpián nyolcasban aranyérmet szerzett társaival. 1954-ben diplomázott és a versenyzést eddig folytatta. A diploma megszerzése után a szükséges szolgálati idejét letöltötte, majd főhadnagyként nyugdíjba vonult.

## Sikerei, díjai
- Olimpiai játékok – nyolcas
  - aranyérmes: 1952, Helsinki